# Parpaillon (film)
Pour les articles homonymes, voir Parpaillon.
Pour plus de détails, voir Fiche technique et Distribution.
Parpaillon est un film français réalisé par Luc Moullet, sorti en 1993.
Sous-titré « À la recherche de l'homme à la pompe d'Ursus », c'est une pochade cinématographique, hommage à Alfred Jarry, au prétexte d'une course cycliste.

## Synopsis
Un rallye cycliste consiste en l'ascension du col du Parpaillon, dans la Haute-Ubaye (Alpes-de-Haute-Provence). Les concurrents amateurs s'élancent, et leurs efforts ont des fortunes diverses...

## Fiche technique
- Titre : Parpaillon - aux USA : Up and Down
- Réalisation : Luc Moullet
- Scénario : Luc Moullet
- Production : INA, La Sept cinéma, MC4, Video 13 Productions
- Pays d'origine :  France
- Format : couleurs - 1,33:1 - Mono - 35 mm
- Genre : film à sketches, comédie
- Durée : 84 minutes
- Date de sortie : 
  - France : 27 mars 1993

## Distribution
- Jean Abeillé : Le directeur du rallye
- Clément Boutterin : Le jeune fou chantant
- Brigitte Canaan : Amie du maillot diable
- Pompée Casagrande : Membre du groupe
- Ferdinand Chauvet : L'homme âgé
- Gérard Courant : Le maso
- Jacques Germain : Le député
- Frank Gétreau : Le maillot diable
- Michel Goiran : Le guide de l'aveugle
- Richard Guedj : Le tutu
- Jean-Max Janin : Le responsable télé
- Gérard Lacombe : Celui qui sait tout
- François De La Fuente : Membre du groupe
- Catherine Lecoq : La claustrophobe
- Pierre Mattenberger : L'homme au vélo perdu
- Claude Melki : Le bonimenteur
- Catherine Michaud : La fille de son papa
- Pascal Morin : Demi-citron
- Luc Moullet : Le philosophe
- Dominique Noé : L'employé
- Catherine Palluy : La dopée
- Robert Parienté : Membre du groupe
- Antonietta Pizzorno : La déracineuse d'arbres
- Rémy Henry : Le papa de sa fille
- Yves-Marie Rollin : Le patron
- Rosette : La femme à l'angine
- Leny Sellan : L'ami du maillot diable
- Simon Sportich : L'aveugle
- Hélène Tam : La chercheuse d'eau
- Michel Trégan : L'investisseur

## Anecdotes
À la 26e minute du film le coureur portant le dossard 36 utilise une sono pour jouer Psyché Rock, ce qui déconcentre les autres coureurs.
À un moment, on voit un couple de cyclistes, de dos, portant sur leurs maillots, en grosses lettres, VE et LO ; puis ils échangent leurs place, et on peut alors lire LO..VE.